# Ștefan Popescu (agronom)
Ștefan Popescu (n. 2 iulie 1888, Colacu, Dâmbovița, România – d. 4 mai 1961, Podu Iloaiei, România) a fost un agronom român, fondator al cercetărilor de ameliorare a plantelor în Moldova. Profesor universitar și cercetător, a contribuit la organizarea stațiunilor de cercetare agricolă din Iași și Târgu Frumos, la formarea a peste 30 de generații de agronomi și la dezvoltarea ameliorării plantelor în regiune.

## Biografie

### Copilărie și educație
Ștefan Popescu s-a născut pe 2 iulie 1888 în comuna Colacu, județul Dâmbovița. A urmat școala primară în satul natal și liceul la București. Atras de natură și de diversitatea plantelor și animalelor, a ales profesia de agronom. Între 1911 și 1914, a studiat la Școala Centrală de Agricultură de la Herăstrău, unde a fost influențat de profesori precum Constantin Sandu-Aldea, Gheorghe Maior, Octavian Popovici-Lupa, Ion Grințescu, George Arion și V. Brezeanu. S-a remarcat în domeniul geneticii și ameliorării plantelor, fiind apreciat de Sandu-Aldea.
În 1915, a susținut examenul de licență la Secția de Științe Agricole din cadrul Facultății de Științe a Universității din Iași, făcând parte din prima serie de licențiați cu statut legal de ingineri ai acestei instituții. Pentru a-și aprofunda cunoștințele biologice, și-a perfecționat studiile în fiziologia plantelor, susținând teza de doctorat în 1926 la Universitatea din București, sub îndrumarea profesorului Emanoil Teodorescu, cu lucrarea *Cercetări asupra regiunii absorbante a rădăcinii*.

### Carieră profesională
În primii șase ani după absolvire (1915-1921), Ștefan Popescu a lucrat ca specialist în conducerea obștiilor sătești, fiind unul dintre primii agronomi care au activat direct în producția agricolă rurală. A cunoscut îndeaproape situația țăranilor și a agriculturii post-răscoala din 1907, orientând activitatea obștiilor spre sprijinirea țăranilor săraci și opunându-se influenței bogătașilor.
În 1921, a fost chemat de Constantin Sandu-Aldea la Școala Superioară de Agricultură de la Herăstrău, unde a ocupat diverse poziții universitare, de la asistent la conferențiar. În 1927, după moartea lui Sandu-Aldea, a suplinitt catedra de Ameliorare a plantelor. În același an, a fost numit conferențiar suplinitor la Catedra de Ameliorare a plantelor a Facultății de Științe Agricole din Iași, unde a rămas până la pensionare, cu unele întreruperi.
Ca profesor, a format peste 30 de generații de agronomi, oferind cursuri de înaltă ținută științifică, actualizate constant cu progresele din domeniu. Era cunoscut pentru sensibilitatea, apropierea de studenți și exigența sa profesională.
Între 1933 și 1940, a activat ca profesor la Facultatea de Științe Agricole din Chișinău, contribuind la cercetarea agricolă din Basarabia. În 1957, a participat la organizarea Laboratorului de ameliorare al Stațiunii Experimentale pentru Cultura Porumbului de la Podu Iloaiei, unde a lucrat până la sfârșitul vieții.

## Activitate științifică

### Organizarea cercetării agricole
Ștefan Popescu a fost un pionier al cercetărilor de ameliorare a plantelor în Moldova. După înființarea Institutului de Cercetări Agronomice al României (ICAR) în 1928, a fost însărcinat să organizeze cercetarea agronomică în regiune. Între 1929 și 1961, a înființat stațiunile de cercetare agricolă de la Iași și Târgu Frumos, a perfecționat organizarea Catedrei de Ameliorare de la Facultatea Agronomică din Iași și a coordonat crearea unor câmpuri experimentale la Rădăuți, Șiret, Iacobeni (Suceava), Trestiana, Bălușeni, Dîngeni (Botoșani), Călugăra Mare și Racăciuni (Bacău). La aceste stațiuni au activat cercetători precum Alexandru Priadcencu, C. Sandu-Ville, I. Gologan, T. Săpunaru, I. Costache și Vladimir Dalas.

În 1957, a organizat Laboratorul de ameliorare al Stațiunii Experimentale pentru Cultura Porumbului de la Podu Iloaiei, unde a realizat, în 1960, prima zonare a hibrizilor de porumb în Moldova, utilizând rezultatele culturilor comparative.

### Contribuții științifice
Ștefan Popescu a fost un ameliorator practic, utilizând hibridarea pentru a crea noi soiuri de grâu, inclusiv prin încrucișări între specii. Deși colecția sa de material în curs de ameliorare a fost distrusă în timpul celui de-al Doilea Război Mondial, munca sa a pus bazele obținerii de soiuri intensive de grâu. La stațiunile din Târgu Frumos și Iași, sub coordonarea sa, au fost create soiuri cultivate pe suprafețe extinse în Moldova.
Teza sa de doctorat, *Cercetări asupra regiunii absorbante a rădăcinii* (1926), a avut un impact semnificativ, fiind citată în numeroase lucrări de fiziologia plantelor, atât în România, cât și în străinătate. În studiul *Sistematica grâurilor din România* (1930), a propus principii originale de organizare în acest domeniu.
A efectuat culturi comparative cu soiuri de grâu, orz și ovăz în Moldova, contribuind la selecția și omologarea soiurilor. În Basarabia, a testat soiuri de grâu la Tighina și Bugeac, unde s-au remarcat „Konnopi”, „Efremov” și „Ucraina”. În lucrarea *Cultura grâului în stepă* (1937), a recomandat utilizarea a peste 200 kg/ha de sămânță în zone secetoase, conservarea apei în sol și selecția soiurilor rezistente la ger și secetă – idei inovatoare pentru acea vreme.
La Congresul Internațional de Agricultură de la Praga din 1937, a prezentat lucrarea *Limitarea numărului de soiuri la plantele cultivate*, subliniind importanța unui număr redus de soiuri pentru eficiența producerii semințelor, idee care a influențat înființarea Comisiei de Stat pentru Încercarea și Omologarea Soiurilor (1953).

### Activitate publicistică
Ștefan Popescu a publicat peste 20 de lucrări în Basarabia între 1933 și 1940, în reviste precum „Foaia plugarilor” și „Viața agricolă”. A susținut conferințe pentru agricultori, învățători și preoți în localități precum Soroca și Bălți, iar prelegerea sa *Agronomul ca factor social* (1939) a fost considerată o referință în domeniu.

## Lucrări
- Recherches sur le région absorbante de la racine (teza de doctorat), „Buletinul agriculturii”, vol. 4, nr. 10-12, 1926
- Contribuții la cunoașterea sistematică a grâului din România, „Luceafărul”, București, 1930
- Bazele științei eredității, „Societatea învățămîntului din județul Soroca”, 1935
- Cu privire la ameliorarea porumbului (conferință), „Asociația învățămîntului Bălți”, 1935
- Cu privire la bazele științifice ale ameliorării plantelor (conferință), „Asociația învățătorilor-Bălți”, 1935
- Cultura grâului în stepă, „Monitorul Oficial”, 1937
- Soiuri bune de grâu pentru Moldova întregită, „Monitorul Oficial”, București, 1937
- Agronomul ca factor social, „Viața românească”, nr. 3, 1/1938
- Rezultatele CC. cu soiuri de grâu, orz, ovăz în Moldova întregită în anii 1933-1937, „Monitorul Oficial”, București, 1939
- Experiențe pentru determinarea calității făinilor, „Viața românească”, octombrie, 1941
- Aspecte din agricultura Moldovei întregite, București, Ed. „PAS”, 1942
- Condiționarea grâului prin tratament termic, „Viața agricolă”, ianuarie, 1942
- Noi directive pentru ameliorarea cânepii, „Viața românească”, nr. 11-12, 1944
- Curs de ameliorarea plantelor, partea a 3-a, Lit. Politehnicii „Gh. Asachi”, Iași, 1943
- Curs de ameliorarea plantelor, partea I - Genetică, Lit. Politehnicii „Gh. Asachi” din Iași, 1947
- Varietăți noi de grâu, 1960
- Comportarea unor soiuri de grâu de toamnă din import în condițiile din centrul Moldovei, Ed. „Academiei RSR”, 1967

## In memoriam
Ștefan Popescu a murit pe 4 mai 1961, la Podu Iloaiei, în timp ce lucra în câmpul de ameliorare al Stațiunii Experimentale. În amintirea sa, în fiecare an, pe 4 mai, se sărbătorește „Ziua Laboratorului de Ameliorare” la Podu Iloaiei, unde colaboratorii săi îi comemorează contribuțiile. După 34 de ani de activitate în Moldova, rămâne una dintre cele mai respectate personalități ale școlii agronomice ieșene.